# Alan Krueck
Alan Henry Krueck (* 15. November 1939 in Rochester, New York; † 24. Juni 2010 in Brownsville, Pennsylvania) war ein US-amerikanischer Musikwissenschaftler.

## Leben
Alan Krueck studierte von 1957 bis 1961 an der Syracuse University, wechselte dann an die Universität Zürich. 1963 nahm er an der Michigan State University ein Studium der deutschen Literatur auf und schloss es 1965 ab. Anschließend ging er nach Zürich zurück, wo er 1966 promovierte. 1967 wurde Krueck Dozent für Musik- und Sprachwissenschaft an der California University of Pennsylvania, was er bis zu seiner Emeritierung im Jahr 2004 blieb.  

## Forschung
Kruecks Hauptinteresse galt der Musik des 19. und frühen 20. Jahrhunderts, mit einem Schwerpunkt auf der Erkundung des Schaffens von in Vergessenheit geratenen Komponisten. Besonders intensiv beschäftigte er sich mit Joachim Raff und Felix Draeseke, zu deren Wiederentdeckung er wesentliche Beiträge leistete. Seine Doktorarbeit über die Symphonien Draesekes war die erste englischsprachige Monographie zum Werk des Komponisten überhaupt. 
Krueck war 1986 Mitbegründer der Internationalen Draeseke-Gesellschaft und rief 1993 einen amerikanischen Ableger, die International Draeseke Society of North America ins Leben. Er betätigte sich auch als Herausgeber bisher nicht verfügbarer Werke Draesekes und gründete die CD-Produktionsfirma AK Coburg, die auf Einspielungen von Draeseke- und Raff-Kompositionen spezialisiert ist.

## Schriften
- The Symphonies of Felix Draeseke. A Study in Consideration of Developments in Symphonic Form in the Second Half of the Nineteenth Century, Zürich, 1967.
- zahlreiche kleinere Aufsätze und Werkeinführungen